# L'Atalante
L'Atalante és una pel·lícula de l'any 1934 dirigida per Jean Vigo i protagonitzada per Jean Dasté i Dita Parlo.
L’Atalante tracta el conflicte entre l’amor, la llibertat i la maduració del desig sexual enmig de l'harmonia del matrimoni.
La paradoxa es troba en que el que se suposava que anava a ser una celebració de l’amor acaba posant en qüestió, de manera implícita, el surrealisme. Aquest és un domini de llibertat il·limitada, en contra del món real ple de misèria, odi i debilitats socials. La pel·lícula únicament fa una reflexió sobre l’existència de l’enfrontament entre les diverses tendències estètiques.

## Argument
Casats de poc, Jean (Jean Dasté) i Juliette (Dita Parlo) naveguen pel riu Sena en la barcassa en què viuen: l'Atalante. Jean es guanya la vida transportant mercaderies pel riu. El seu ajudant és el vell Jules (Michel Simon). Però els rutinaris trajectes fluvials aviat cansen la Juliette. Arribant a París, prepara el seu millor vestit i insisteix a Jean per a veure la ciutat, que no coneix. A una taverna del port, Juliette balla amb un desconegut. De retorn a la barcassa, discuteixen. Juliette deixa plantat el marit. Molt empipat, Jean decideix deixar Juliette a terra. Durant els dies següents, se sentirà malament, ja que no pot oblidar-la.

## Context històric i artístic
L'Atalante és un emotiu cant a l'amor, la fidelitat i la vida, i, indubtablement un dels títols més resplendents del cinema universal. Les imatges són suggestives i s'embeuen de l'impressionisme més vitalista: tant hi ha lloc per a la naturalitat matisada com per a les contingudes formes avantguardistes.
Jean Vigo iniciaria el rodatge de la pel·lícula el mes de desembre del 1933, només vuit mesos abans d'una mort prematura -tenia 29 anys- a un hospital de París. Aquest mestre de filmografia breu va saber captar i traslladar a la pantalla la senzillesa, tendresa, desitjos i sentiments més íntims dels personatges, però la tuberculosi no li va deixar veure ni una sola de les seqüències rodades. Després de diversos processos de mutilació i muntatge aliens a les idees de Vigo, la productora Gaumont recuperaria la propietat de l'obra, reunint finalment el 1989 l'assistent de direcció Pierre Merle, l'actor Jean Dasté i d'altres col·laboradors del cineasta parisenc. Van recuperar imatges perdudes i, amb el propòsit de salvaguardar el concepte original, aconseguirien restaurar tan fenomenal i irrepetible pel·lícula, obra maestra del realisme poètic francès. Cal també ressaltar la meritòria tasca dels tècnics de fotografia, en especial la de l'operador polonès Boris Kaufman, que adaptant-se a la climatologia variable, va saber conferir a les imatges una rara i peculiar bellesa. Només per la llarga i meravellosa seqüència primera de la barcassa fluvial allunyant-se de la ciutat, aquesta excepcional pel·lícula ja mereix ésser admirada. François Truffaut diria que "Vigo va saber captar la realitat i transformar-la en màgia; filmant en prosa va assolir sense esforç la poesia". Moltíssims anys després de la seua realització, la darrera i imprescindible pel·lícula de Jean Vigo conserva intacta una sorprenent modernitat.

## Versions i restauracions
La productora Gaumont, preocupada amb els propietaris dels cinemes després del curtmetratge de Jean Vigo Zero en conducta, va decidir substituir la música de Maurice Jaubert per l’exitosa cançó Le Chaland qui passe de Lys Gauty.
La productora va eliminar 19 minuts del metratge en un muntatge de Louis Chavance i la durada de la pel·lícula va quedar en 65 minuts.
L’any 1940, Henri Beauvais, el nou propietari dels drets i ex accionista de la promotora, va presentar una versió restaurada amb el títol i la música originals de la pel·lícula. Malauradament, el negatiu d’aquesta còpia va ser destruït durant la Segona Guerra Mundial.
L’any 1950, Henri Langlois i la Cinémathèque française es van basar en la versió de Beauvais per a introduir correccions procedents de les diferents còpies trobades. La qualitat tècnica d’aquesta restauració no és òptima.
L’any 1983, el director Jean-Louis Bompoint es va assabentar que la Filmoteca Francesa havia trobat, recentment, elements no publicats, per tant, va voler començar una nova restauració, però Vicente Pinel, curador dins la Filmoteca Francesa, ja l’havia començada en secret.
L’any 1990,  la productora Gaumont va llançar una versió restaurada de la pel·lícula. L’objectiu era preservar els drets de l’obra ja que, en poc temps, anaven a passar a ser de domini públic. Aquesta versió va ser produïda per Michael Schmidt i dirigida per Jean-Louis Bompoint i Pierre Philippe. Aquesta restauració es va presentar al Festival de Cinema de Cannes i es va considerar completa. La versió inclou material no inclòs en la versió del 1934 i el famós, pla iceberg que mostra a Jean Dasté llepant un glaçó de gel. Els restauradors no sabien on col·locar el pla i el van situar al centre de la pel·lícula. Pel que fa al muntatge de la peça restaurada, aquest està més lligat a la gramàtica més moderna del llenguatge cinematogràfic.
Aquell mateix any, el de la restauració de Bonpoint, Jean- Louis Bointpoint va trobar a Londres una còpia de treball de L’Atalante de 1934 molt propera a la versió final però, els restauradors del 1990 no van disposar del temps necessari per a treballar-la en la seva totalitat

## Frases cèlebres
| « | "París, ciutat infame i meravellosa. Estimada pels enamorats i els bandits. París és com una bruixa." (La cançó del vell Jules / Michel Simon) | » |

## Curiositats
- L'Atalante té un carrer dedicat al barri de Valdespartera de Saragossa (Espanya) anomenat La Atalanta.[5]

## Crítica
- El crític de cinema Georges Sadoul va lloar-ne "la qualitat sorprenent de la poesia que engendra d'un món superficial ordinari i monòton."[6]